# Michael Förster (Moderator)
Michael „Goofy“ Förster (* 6. Juli 1954 in Gelsenkirchen-Buer) ist ein deutscher Moderator. Er arbeitet außerdem als DJ.

## Leben
Seinen Spitznamen Goofy erhielt er in seiner Schulzeit in Bochum wegen seiner abstehenden Ohren, schmalen, hängenden Schultern und großen Füße. Einer seiner Mitschüler war der Schauspieler Claude-Oliver Rudolph.
Nach dem Abitur 1975 zog er in seine bis heute gültige Wahlheimat Bayern, zuerst nach Rottach-Egern am Tegernsee, wo er ab 1976 als DJ im In-Lokal Moschner arbeitete, um Wartesemester für das Zahnmedizinstudium wegen seines Abitur-Durchschnitt von 1,9 zu überbrücken.
Kurz darauf begann Goofy Förster Zahnmedizin zu studieren. Schon während des Studiums begann er für den Hörfunk und für das Fernsehen zu arbeiten. Goofy Förster begann seine Karriere 1983 beim illegal aus Südtirol sendenden Münchner Privatradiosender M1, wo er 1984 stellvertretender Marketingchef unnd Moderator wurde. 1985 wechselte er als Redakteur und Moderator zum von Helmut Markwort geführten Radio Gong 96,3 in München. Sein Zahnmedizinstudium brach Förster nach vier Semestern ab.
1986 wurde bei einem Casting des neugegründeten Musikvideosender Musicbox, dem Vorgänger des späteren Fernsehsenders Tele 5, als Moderator ausgewählt und moderierte dort parallel zu seiner Hörfunktätigkeit mehrere Sendungen. Von 1992 an führte er bei RTL plus in Köln insgesamt 171-mal durch die Gameshow TicTacToe. Als leitender Redakteur für das Ressort Reisen und Musik blieb er bei Radio Gong und betätigte sich zugleich als Berater im Presse- und Eventbereich.
Durch die zweistündige Reiseshow Reisefieber bei Radio Gong führte er bis 1999 in Eigenregie. Ab Januar 2003 moderierte Förster die Sendung Neckermann Urlaubswelt TV.
Weitere Stationen in Försters Karriere sind der Wechsel zur Home Order Television (H.O.T.) und dessen Nachfolgesender HSE, Deutschlands erstem Verkaufssender, Moderationen für Veranstaltungen und Unternehmen sowie die freie journalistische Tätigkeit für das Ressort Reise unterschiedlicher Zeitschriften. Im Jahr 2000 spezialisierte er sich mit der tm3-Sendung Urlaubsreif auf den Sektor Reisen. Diese Sendung setzte er 2001 beim Nachfolgesender 9Live unter dem Namen sonnenklar TV fort, was seit 2003 auch der Name eines Reiseshoppingkanals ist, für den er seit 2005 arbeitet.
Beim Regionalsender münchen TV führt er seit 2005 als Redakteur und Moderator wöchentlich durch die Sportsendung Sport Arena.
Neben seiner Moderatortätigkeit bei Radio und Fernsehen war er als DJ beim Münchener Fasching und Oktober tätig.

## Stationen (Moderation)
- 1986: Frühstücksfernsehen, Sportsendung, Gambler, Kino, Kino, Live vor Ort (musicbox/Tele 5)
- 1992: TicTacToe (RTL plus)
- 1992: Frühstücksfernsehen (Tele 5)
- 1995: Moderation und Präsentation (H.O.T.)
- 1998: Reiseshopping (HSE)
- 2000: Urlaubsreif (tm3)
- 2001: sonnenklar TV (9Live)
- 2003: Neckermann Urlaubswelt TV (Tele 5)[4]
- 2004: Redakteur und Moderator Radio Arabella mit der Reisesendung Check In
- seit 2005: sonnenklar TV
- seit 2005: „Sport Arena“ (münchen TV)